# Antimonate
Antimonate (von „Antimon-“ und Suffix „-at“) sind eine Gruppe chemischer Verbindungen, die ein Metall, Sauerstoff, und Antimon in der Oxidationsstufe +5 enthalten. Diese Verbindungen weisen polymere Strukturen mit M-O-Sb-Bindungen auf. Sie können als Derivate der hypothetischen Antimonsäure H3SbO4 oder als Kombinationen von Metalloxiden mit Antimon(V)-oxid Sb2O5 betrachtet werden. In der Natur kommen sie als Mineralien komplexer Oxide vor.

## Struktur und Eigenschaften
Früher wurde angenommen, dass die Antimonate analog zu den Phosphaten sind. Deswegen wurden Formeln wie LiSbO3·3H2O und Na2H2Sb2O7·5H2O verwendet und diese wurden als hydratisierte Meta- und Pyroantimonate bezeichnete. Heute ist bekannt, dass LiSbO3·3H2O das Anion [Sb(OH)6]− enthält und entsprechend LiSb(OH)6 ist und dass Na2H2Sb2O7·5H2O tatsächlich NaSb(OH)6 ist.
Feste Antimonate haben Strukturen, die auf SbO6-Oktaedern basieren, wie z. B. Ilmenit und Trirutil. Sie werden in drei Klassen eingeteilt. Die einfachsten Antimonate werden durch Zugabe von verdünntem Alkalimetallhydroxiden zu SbCl5 erhalten und enthalten das [Sb(OH)6]−-Ion. Es sind mehrere Alkalisalze bekannt. Die Alkalisalze haben eine sehr geringe Löslichkeit. Andere Antimonate, die aus verknüpften SbO6-Oktaedern bestehen, werden durch Erhitzen von Mischoxiden erhalten und haben Formeln wie z. B. MISbO3, M2IISb2O6, und MIIISbO4. Antimonate mit Formel M2IISb2O6 können bspw. durch thermische Reaktion von Sb2O3 mit dem Metalloxid dargestellt werden.
Es ist bekannt, dass das  [Sb(OH)6]−-Ion in wässriger Lösung oligomerisieren kann.

## Beispiele
Im Folgenden werden einige Beispiele für Antimonate und ihre Strukturen aufgelistet:
- Li3SbO4 weist eine NaCl-Überstruktur mit isolierten Sb4O1612− Einheiten auf.[5]
- Natriumantimonat, NaSbO3, zeigt die Ilmenit-Struktur mit hexagonal dicht gepackten Oxid-Ionen, wobei jedes Ion, Na+ und Sb5+, ein. Ein Drittel der oktaedrischen Plätze ist besetzt.[1]
- MgSb2O6 weist die Trirutil-Struktur auf, die der Rutil-Struktur ähnlich ist, mit dem Unterschied, dass zwei verschiedene Kationen im Gitter vorhanden.[1]
- AlSbO4 weist die Rutil-Struktur mit zufälliger Besetzung auf.[1]
- Bleiantimonat, Pb2Sb2O7, neapelgelb, weist die Pyrochlor-Struktur.[1]
- Calciumantimonat, Ca2Sb2O7, hat die Weberit-Struktur.[1]
- Eisen-ortho-Antimonat,Fe2O3·Sb2O5 oder FeSbO4, hat die Rutil-Struktur mit zufälliger Besetzung.[1]

## Nomenklatur von Antimonaten
Die IUPAC empfiehlt, dass Verbindungen, die Antimon mit der Oxidationszahl +5 enthalten, die Endung „Antimonat(V)“ tragen oder Antimonat gefolgt von der Ladungszahl. Beispielsweise würde [Sb(OH)6]− als Hexahydroxoantimonat(V) oder alternativ als Hexahydroxidoantimonat(1-) bezeichnet werden. Dieses Ion ist z. B. in den Verbindungen Kaliumhexahydroxoantimonat(V) K[Sb(OH)6] oder Natriumhexahydroxoantimonat(V) Na[Sb(OH)6] zu finden.